# اضطرابات نمائية شاملة
تشير الفئة التشخيصية الاضطرابات النمائية الشاملة (PDD)، في مقابل الاضطرابات النمائية النوعية، إلى مجموعة مكونة من خمسة اضطرابات تتسم بتأخر نمو الوظائف الأساسية المتعددة، بما في ذلك الاندماج في المجتمع والتواصل. إن الاضطرابات النمائية الشاملة:
- اضطرابات نمائية شاملة غير محددة (PDD-NOS)، تتضمن التوحد اللانمطي، وهو الأكثر انتشارًا؛
- التوحد، وهو الأكثر شهرة؛
- متلازمة أسبرجر؛
- متلازمة ريت؛
- واضطرابات الطفولة التحللية (سي دي دي).

يُطلق على الاضطرابات الثلاثة الأولى عادةً اضطرابات طيف التوحد؛ أما الاضطرابان الأخيران فنسبة الإصابة بهما نادرة للغاية، ويمكن اعتبارهما في بعض الأحيان ضمن فئة طيف التوحد وأحيانًا لا.
قد يلاحظ الآباء أعراض الاضطرابات النمائية الشاملة مبكرًا في مرحلة الرضاعة، وتبدأ عادةً قبل سن الثالثة. ولا تؤثر الاضطرابات نفسها على متوسط العمر المأمول.
يوجد انقسام بين الأطباء حول استخدام مصطلح الاضطرابات النمائية الشاملة. يستخدم العديدون مصطلح الاضطرابات النمائية الشاملة كطريقة مختصرة لقول الاضطرابات النمائية الشاملة غير المحددة. بينما يستخدم آخرون علامة الفئة العامة للاضطرابات النمائية الشاملة لأنهم مترددون في تشخيص إصابة الأطفال الصغار بنوع محدد من الاضطرابات النمائية الشاملة، مثل التوحد. ويؤدي كلا النهجين إلى حدوث ارتباك بشأن المصطلح، لأن مصطلح الاضطرابات النمائية الشاملة يشير في الواقع إلى فئة من الاضطرابات وليس علامة تشخيصية.

## التصنيف
إن الاضطرابات النمائية الشاملة هي:
- الاضطرابات النمائية الشاملة غير المحددة (PDD-NOS)، والتي تتضمن التوحد غير النمطي، وهو الأكثر انتشارًا؛[بحاجة لمصدر]
- التوحد، وهو الأكثر شهرة؛
- متلازمة أسبرجر؛
- متلازمة ريت؛
- واضطرابات الطفولة التحللية (سي دي دي).

يطلق على الاضطرابات الثلاثة الأولى عادةً اضطرابات طيف التوحد؛ أما الاضطرابين الأخيرين فنسبة الإصابة بهما نادرة للغاية، ويمكن اعتبارهما في بعض الأحيان ضمن فئة طيف التوحد وأحيانًا لا.

## الاضطرابات النمائية الشاملة والاضطرابات النمائية الشاملة غير المحددة
يوجد انقسام بين الأطباء حول استخدام مصطلح الاضطرابات النمائية الشاملة. يستخدم العديدون مصطلح الاضطرابات النمائية الشاملة كطريقة مختصرة لقول الاضطرابات النمائية الشاملة غير المحددة. بينما يستخدم آخرون علامة الفئة العامة للاضطرابات النمائية الشاملة لأنهم مترددون في تشخيص إصابة الأطفال الصغار بنوع محدد من الاضطرابات النمائية الشاملة، مثل التوحد. ويؤدي كلا النهجين إلى حدوث ارتباك بشأن المصطلح، لأن مصطلح الاضطرابات النمائية الشاملة يشير في الواقع إلى فئة من الاضطرابات وليس علامة تشخيصية.
لا تُعد الاضطرابات النمائية الشاملة تشخيصًا في حد ذاتها، بينما تُعد الاضطرابات النمائية الشاملة غير المحددة كذلك. ولزيادة تعقيد المسألة، يمكن الإشارة إلى الاضطرابات النمائية الشاملة غير المحددة باسم «نمو الشخصية اللانمطي» أو «الاضطرابات النمائية الشاملة اللانمطية» أو «التوحد اللانمطي».
بسبب "NOS" التي تعني «غير المحدد»، من الصعب وصف المقصود بالاضطرابات النمائية الشاملة غير المحددة، سوى أنها اضطراب طيف التوحد (ASD). وبعض الأشخاص الذين تم تشخيص إصابتهم بالاضطرابات النمائية الشاملة غير المحددة معرضون للإصابة بمتلازمة أسبرجر، لكنهم ليسوا مهيئين لذلك تمامًا. وهناك آخرون مصابون بتوحد كامل تقريبًا، لكن من دون بعض أعراضه. ويدرس مجال علم النفس إضافة عدة فئات فرعية إلى الاضطرابات النمائية الشاملة غير المحددة.

## الأعراض
قد تشمل أعراض الاضطرابات النمائية الشاملة حدوث مشكلات في التواصل، مثل:
- صعوبة استخدام وفهم اللغة
- الصعوبات المرتبطة بالأشخاص والأشياء والأحداث؛ مثلاً، انعدام التواصل بالعين وسلوك الإشارة وانعدام الاستجابات بالوجه
- اللعب الغريب بالألعاب وأشياء أخرى
- الصعوبات ذات الصلة بتغير الروتين اليومي أو الأشياء المحيطة المألوفة
- حركات الجسد المتكررة أو الأنماط السلوكية، مثل خفق اليدين أو لف الشعر أو ضرب القدم بلطف أو حركات أكثر تعقيدًا
- عدم القدرة على العناق أو عدم الشعور بالراحة لذلك

## الدرجات
يختلف الأطفال المصابون بالاضطرابات النمائية الشاملة بشكلٍ كبير من حيث القدرات والذكاء والسلوكيات. هناك بعض الأطفال لا يتحدثون على الإطلاق، وآخرون ينطقون بعبارات أو محادثات محدودة، وبعضهم لديه تطور لغوي طبيعي نسبيًا. هذا بالإضافة إلى أن مهارات اللعب المتكرر والمهارات الاجتماعية المحدودة واضحة بشكل عام. كما تُعد الاستجابات الغريبة للمعلومات الحسية، مثل الأصوات العالية والأضواء شائعة.

## التشخيص
يتم التشخيص غالبًا أثناء مراحل الطفولة المبكرة. ويستخدم بعض الأطباء السريريين مصطلح الاضطرابات النمائية الشاملة غير المحددة كتشخيص «مؤقت» للأطفال دون الخامسة عندما يترددون، لأي سبب، في تشخيص إصابتهم بالتوحد. وتوجد عدة مبررات للقيام بذلك. يمتلك الأطفال الصغار جدًا تفاعلات اجتماعية ومهارات تواصل محدودة في بداية حياتهم، لذلك يمكن أن يكون من الصعب تشخيص الحالات البسيطة من التوحد لدى الأطفال حديثي المشي. ويتمثل الافتراض غير المعلن في أنه ببلوغ الخامسة، فإن السولوكيات الغريبة إما ستختفي أو ستطور إلى مرض التوحد الذي يمكن تشخيصه. مع ذلك، يرى بعض الآباء أن مسمى الاضطرابات النمائية الشاملة ليس أكثر من تعبير لطيف لاضطرابات طيف التوحد، ويسبب ذلك مشكلة لأن هذا المسمى يزيد من صعوبة تلقي المساعدة لـ التدخل في مرحلة الطفولة المبكرة.

## العلاج والرعاية
لا يوجد علاج معروف للاضطرابات النمائية الشاملة. وتُستخدم الأدوية لمعالجة مشكلات سلوكية معينة؛ ويجب أن يكون علاج الأطفال المصابين بالاضطرابات النمائية الشاملة متخصصًا وفقًا لاحتياجات الطفل الخاصة.
ويستفيد بعض الأطفال المصابين بالاضطرابات النمائية الشاملة من الفصول الدراسية المتخصصة؛ حيث يكون حجم الفصل صغيرًا ويستند التدريس إلى مبدأ التعليم الفردي. بينما يكون أداء أطفال آخرين جيدًا في فصول التربية الخاصة النموذجية أو فصول عادية مع الحصول على الدعم. ويؤدي التدخل المبكر، مشتملاً على برامج تعليمية متخصصة وملائمة وخدمات دعم، دورًا أساسيًا في تحسين نتائج الأفراد المصابين بالاضطرابات النمائية الشاملة.

## وصلات خارجية
- CDC's "Learn the Signs. Act Early." campaign - معلومات للآباء حول النمو وإعاقات النمو في مرحلة الطفولة المبكرة
- NINDS Pervasive Developmental Disorders Information Page
- NICHCY fact sheet on Pervasive Developmental Disorder (ملاحظة: ليس في المجال العام)
- Information about Pervasive Developmental Disorders مركز ييل لإعاقات النمو
- http://childstudycenter.yale.edu/autism/pddnos.html
- http://www.medicinenet.com/pervasive_development_disorders/page3.htm#treated